# Soňa Čechová
Soňa Čechová (9. září 1930, Bratislava – 4. března 2007, tamt.) byla slovenská překladatelka, novinářka a aktivistka česko-slovenské vzájemnosti, zakladatelka a dlouholetá redaktorka časopisu Mosty.

## Život a působení
Narodila se ve vzdělané evangelické rodině, studovala na Karlově univerzitě jazyky a literaturu, na Univerzitě Komenského v Bratislavě ruštinu a překladatelství. Pracovala jako překladatelka a redaktorka v nakladatelství Tatran, kde redigovala například romány L. N. Tolstého, Franze Kafky, Vladimira Nabokova a v 70. letech také překlad Pasternakova románu "Doktor Živago". Za to byla propuštěna a sledována, nakonec našla práci jako knihovnice v nemocnici. Po roce 1989 byla redaktorkou časopisu Kultúrny život. Roku 1991, když začalo hrozit rozdělení Československa, přišel její syn Vlado Čech s myšlenkou vydávat česko-slovenský časopis a Soňa Čechová se stala jeho redaktorkou. Díky mimořádné energii a houževnatosti se jí dařilo získávat autory i prostředky a časopis vydávala 15 let. Po rozdělení Československa organizovala pravidelná setkání „Duchovního parlamentu“ na česko-slovenském pomezí i jiné kulturní akce.

## Ocenění
Roku 1968 získala Cenu Jana Hollého za překlad románu Alexeje Remizova „Sestry v kříži“, roku 2000 dostal časopis Mosty Cenu Michala Kováče a Václava Havla za podporu česko-slovenské vzájemnosti. V roce 2002 jí prezident Václav Havel udělil Medaili Za zásluhy a roku 2004 získala novinářskou Cenu Ferdinanda Peroutky.